# 진안 천황사 대웅전
진안 천황사 대웅전(鎭安 天皇寺 大雄殿)은 대한민국 전북특별자치도 진안군 정천면, 천황사에 있는 조선시대의 건축물이다. 1973년 6월 23일 전라북도의 유형문화재 제17호로 지정되었다.

## 개요
이 건물은 천황사의 중심 법당으로 조선시대에 지었다. 천황사는 신라 헌강왕 원년(875년)에 무염스님이 처음 세웠으며, 그 후 고려와 조선시대에 각각 의천스님과 혜명스님이 다시 세웠다.
이 대웅전은 자연석 받침부 위에 위아래 굵기의 변화가 없는 반듯한 기둥을 세웠다. 건물 정면에는 정(井)자 문살로 짠 문짝과 빗살로 짠 문짝을 교대로 달아 다채로움을 더하였으며, 천장은 바둑판 모양으로 짜 넣었다.
기둥 위에는 복잡한 구조의 처마를 짜 올렸으며, 단청은 많이 퇴색하여 빛 바랜 자연목 색조를 띠고 있다.

## 같이 보기
- 천황사

## 참고 자료
- 천황사대웅전 - 국가유산청 국가유산포털